# Robert Rehme
Robert Rehme (ur. 5 maja 1935 w Cincinnati w stanie Ohio), amerykański producent filmowy. 
Wyprodukował m.in. filmy: Czas patriotów, Stan zagrożenia, Sprawa honoru. Dwukrotnie pełnił funkcję prezydenta Amerykańskiej Akademii Filmowej w latach 1992–1993 oraz 1997–2001.